# عثمان الفردوس
عثمان الفردوس، هو سياسي مغربي، كان يشغل منصب وزير الثقافة والشباب والرياضة ما بين 7 أبريل 2020 و7 أكتوبر 2021.

## مسيرته
عثمان الفردوس حاصل على شهادة ماستر في الصحافة (2005-2007) من معهد الدراسات السياسية بباريس، وعلى شهادة ماستر تنفيذي من المدرسة الوطنية للإدارة سنة 2016، سلك الدراسات العليا الأوروبية، وحصل على ديبلوم من المدرسة العليا للتجارة بنانت-أطلانتيك (أودونسيا). إستهل مسيرته العملية كمستشار مدقق بمؤسسة برايس واتر هاوس كووبرز بباريس ما بين 2003 و2006. ثم تولى منصب مدير مكلف بمهمة بمكتب الاستشارة «مينا ميديا كونسولتين» بالرباط ما بين 2008 و2016. ثم شغل منذ يوليوز 2016 منصب مسير لمكتب «أوروبا كونساي» بالدار البيضاء. وتولى الفردوس منذ يناير 2017 رئاسة نادي جبل طارق «كلوب جيبرالتار.org»، وهو دائرة تفكير موجهة لتحفيز انخراط المغرب الكبير في المشروع الأوربي. وقد تولى أيضا مهام الكاتب العام لجمعية خريجي العلوم السياسية بالمغرب ما بين 2012 و2016.
عينه الملك محمد السادس، بتاريخ 5 أبريل 2017، كاتبا للدولة لدى وزير الصناعة والاستثمار والتجارة والاقتصاد الرقمي مكلف بالاستثمار وتم إعفاءه في 2018. وتم تعيينه من جديد في 7 أبريل 2020 وزيراً للثقافة والشباب والرياضة.